# Аникина времена
Аникина времена је југословенски љубавни драмски филм из 1954. године у режији Владимира Погачића. Филм је снимљен по мотивима истоимене новеле Иве Андрића. Аникина времена су прво југословенско остварење које је имало дистрибуцију у Сједињеним Америчким Државама.

## Радња
Млада девојка Аника воли само једног човека, који није у стању да јој узврати љубав јер је то човек пун комплекса и нема снаге, а ни храбрости да се суочи са животом. Аника покушава, улазећи у многобројне авантуре, да пронађе човека кога ће да заволи, али не успева у томе, мада су јој многи пружили љубав. Њена трагична смрт је круна трагике њеног живота.

## Улоге
- Милена Дапчевић — Аника
- Братислав Грбић — Михаило
- Љубинка Бобић — Јеленка
- Мирко Милисављевић — Лале
- Босиљка Боци — Крстиница
- Северин Бијелић — Јакша
- Мата Милошевић — Кајмакам
- Маринко Бензон — Турчин[2]
- Жарко Митровић — Тане
- Виктор Старчић
- Милан Ајваз
- Никола Гашић
- Невенка Микулић
- Томислав Танхофер

Комплетна филмска екипа  ▼
| Редитељ                   | Владимир Погачић     |                                                 |
| Сценариста                | Иво Андрић           | (новела)                                        |
| Композитор                | Крешимир Барановић   |                                                 |
| Директор фотографије      | Александар Секуловић | директор фотографије                            |
| Mонтажер                  | Милада Рајшић — Леви |                                                 |
| Сценограф                 | Никола Радановић     |                                                 |
| Уметнички директор        | Властимир Гаврик     |                                                 |
| Костимограф               | Славко Јамбрежић     | (кројач)                                        |
| Костимограф               | Десанка Погачић      | (као Деја Погачић)                              |
| Одсек за шминку           | Зорица Рандић        | шминкерка (као Зорица Костелник)                |
| Менаџер продукције        | Душан Петровић       | директор филма                                  |
| Менаџер продукције        | Петар Шобајић        | помоћник директора филма                        |
| Менаџер продукције        | Миленко Станковић    | вођа снимања                                    |
| Помоћник режије           | Десанка Погачић      | други помоћник редитеља (као Деја Погачић)      |
| Помоћник режије           | Вицко Распор         | први помоћник редитеља                          |
| Одсек за звук             | Вук Дабушко          | асистент тонског сниматеља (као В. Дабушко)     |
| Одсек за звук             | Драган Гроздановић   | асистент тонског сниматеља (као Д. Гроздановић) |
| Одсек за звук             | Радивој Вујић        | тон мајстор (као Раша Вујић)                    |
| Одсек за камеру и расвету | Здравко Игњатовић    | пратилац камере                                 |
| Одсек за камеру и расвету | Ђорђе Јовчић         | вођа расвете (као Ђ. Јовчић)                    |
| Одсек за камеру и расвету | Драги Марковић       | фотограф (као Д. Марковић)                      |
| Одсек за камеру и расвету | Милан Милијановић    | пратилац камере                                 |
| Одсек за костим           | Марија Пешић         | гардеробер                                      |
| Музички одсек             | Крешимир Барановић   | диригент                                        |
| Музички одсек             | Нада Старчевић       | оркестратор                                     |
| Остала екипа              | Сидни Кауфман        | субтитлер: УСА                                  |
| Остала екипа              | Нада Марковић        | секретар режије                                 |
| Остала екипа              | С. Зечевић           | кореограф                                       |